# Avenue A
Avenue A loopt van noord naar zuid en is het begin van de lanen waarvan de naam begint met letters in plaats van cijfers op Manhattan. De straat wordt gezien als het begin van Alphabet City in East Village. Tevens is het de westelijke grens van Tompkins Square Park.

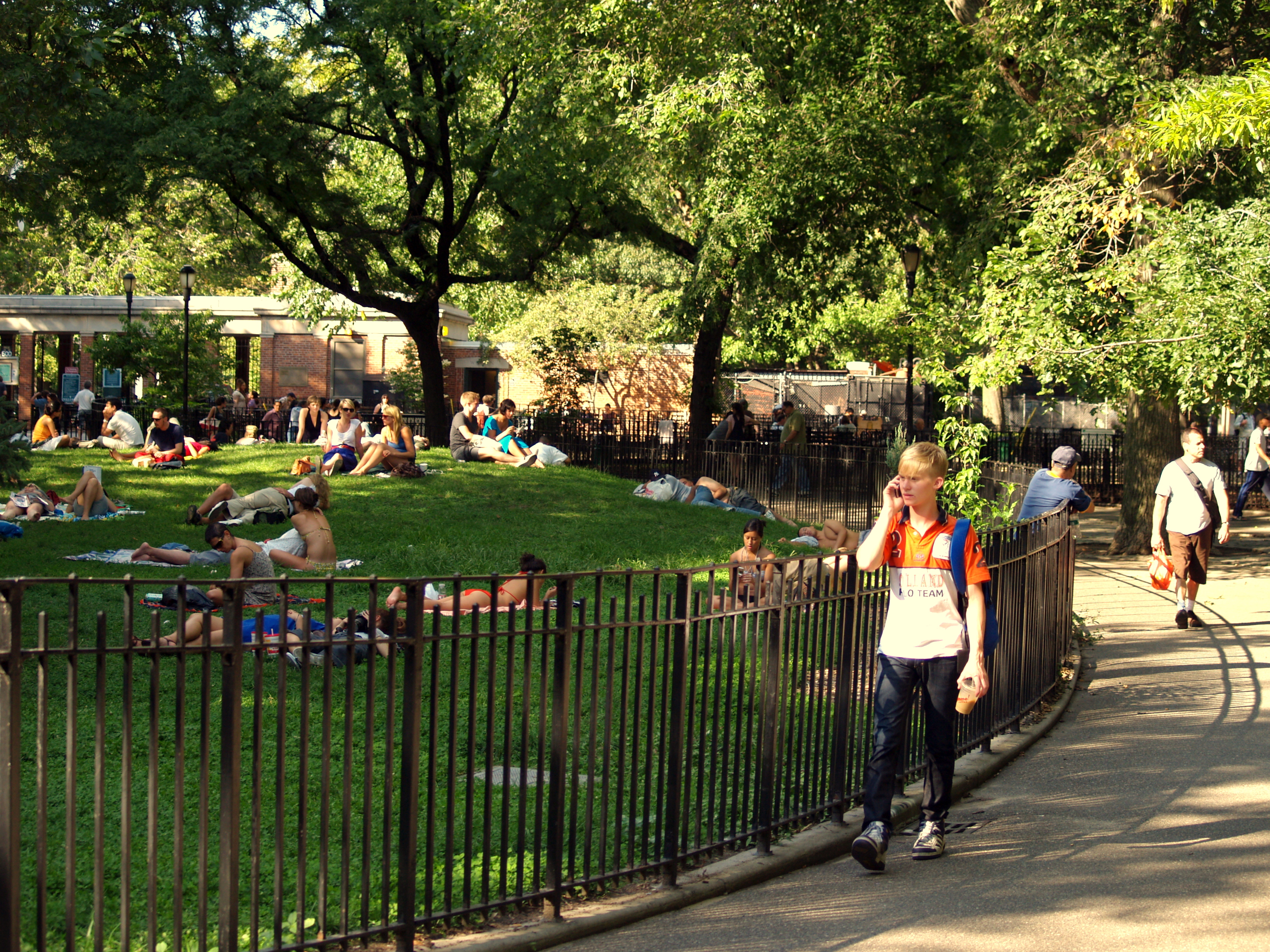
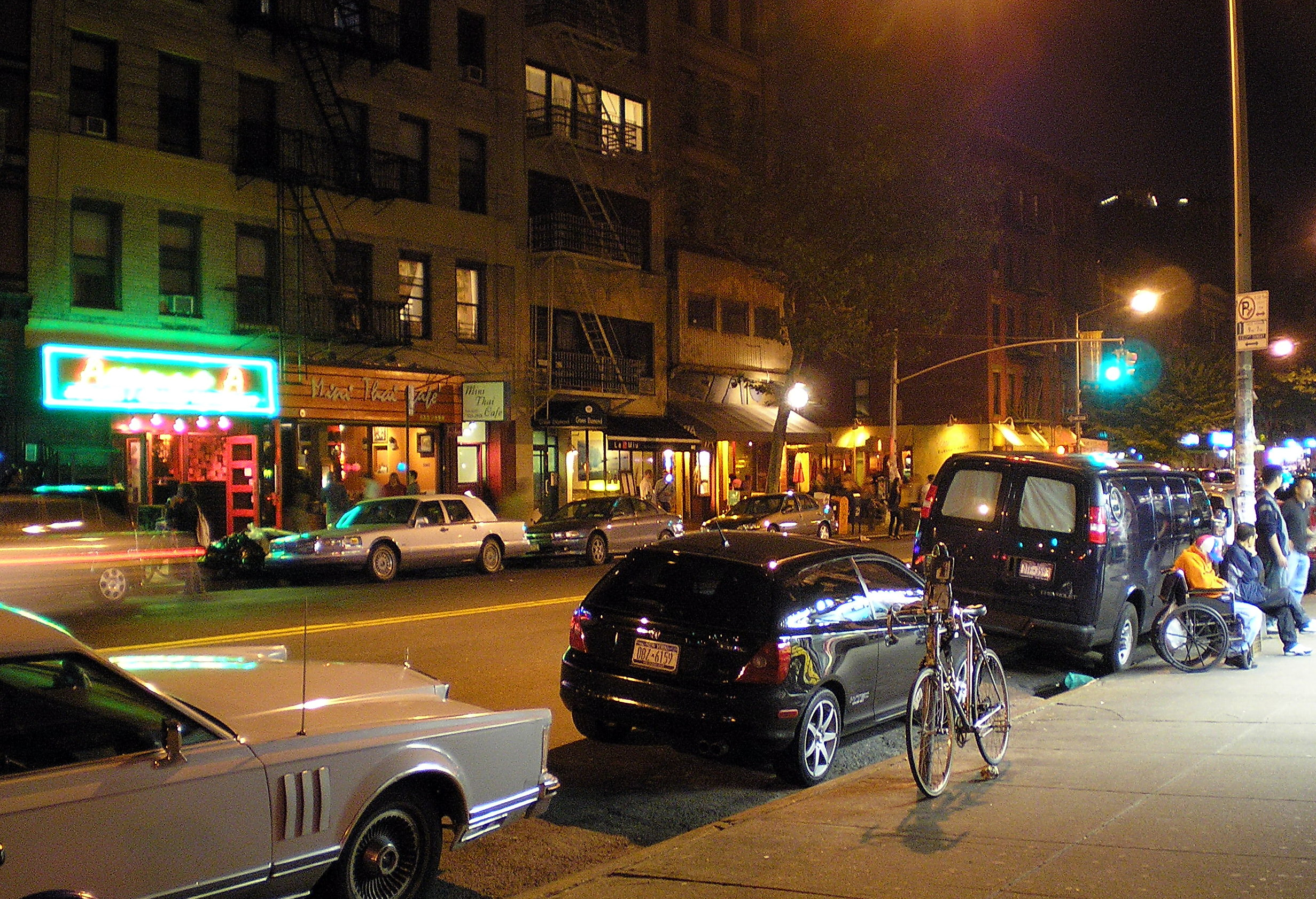
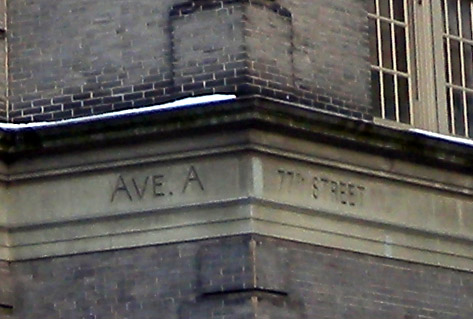
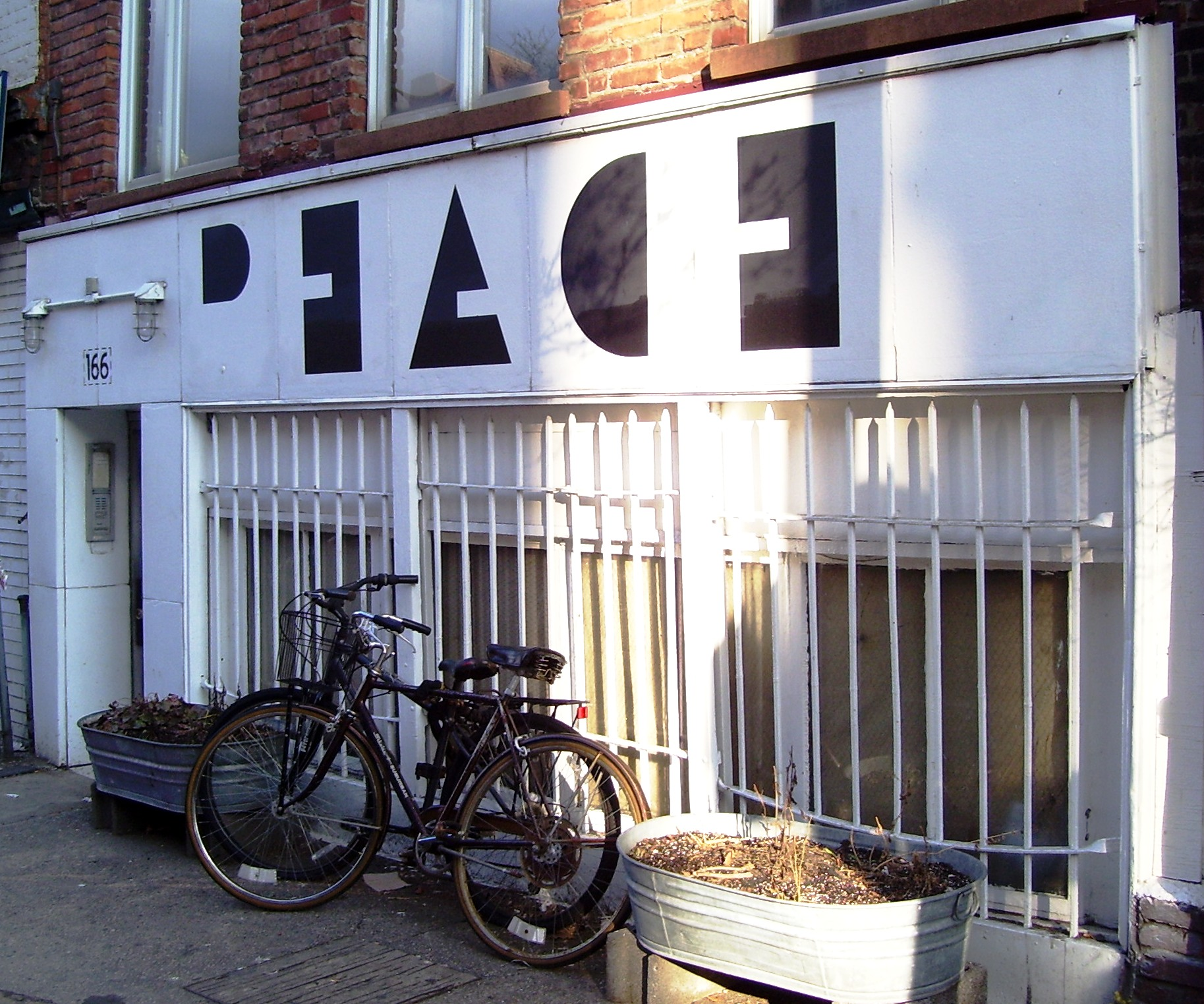
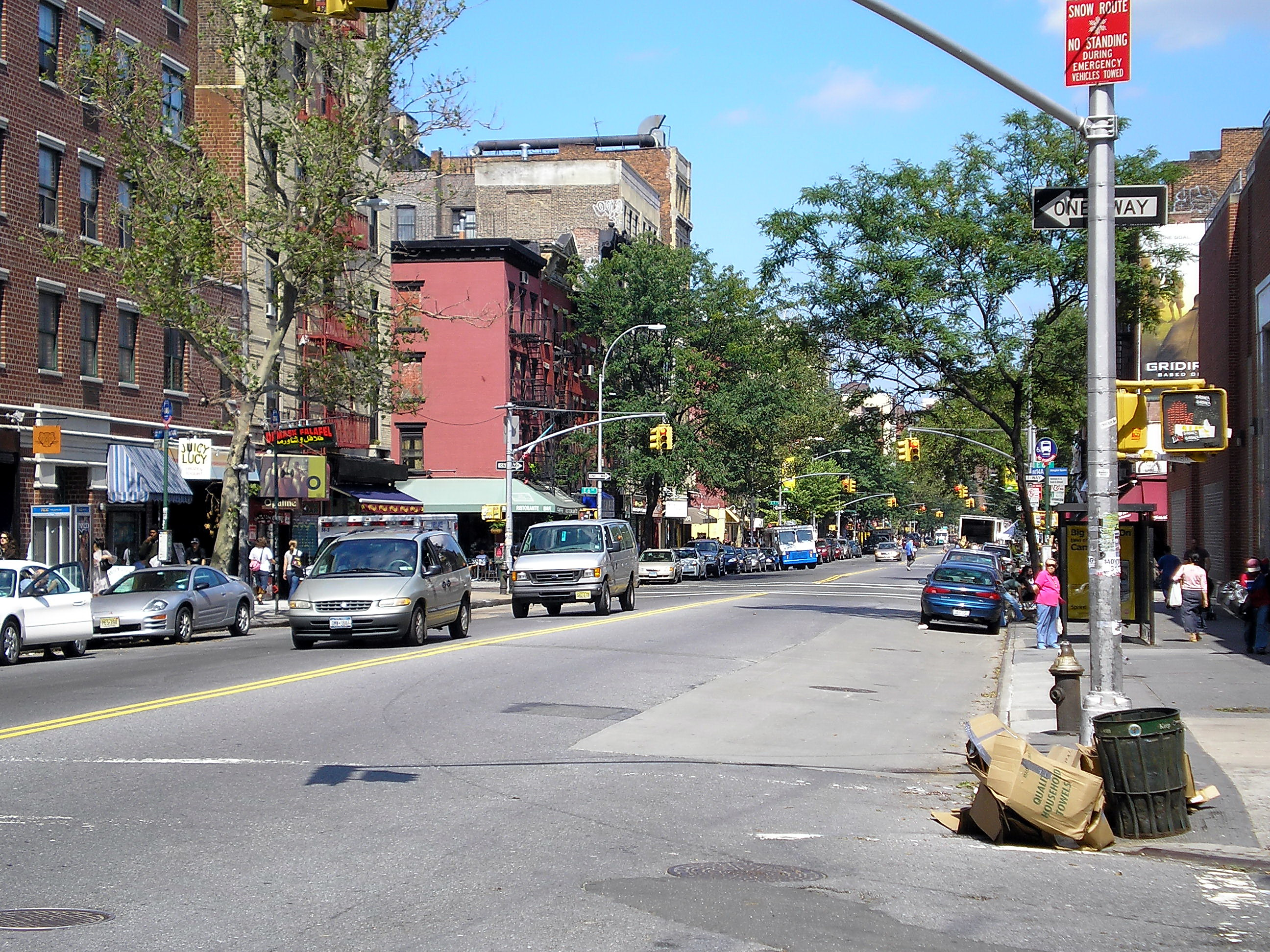
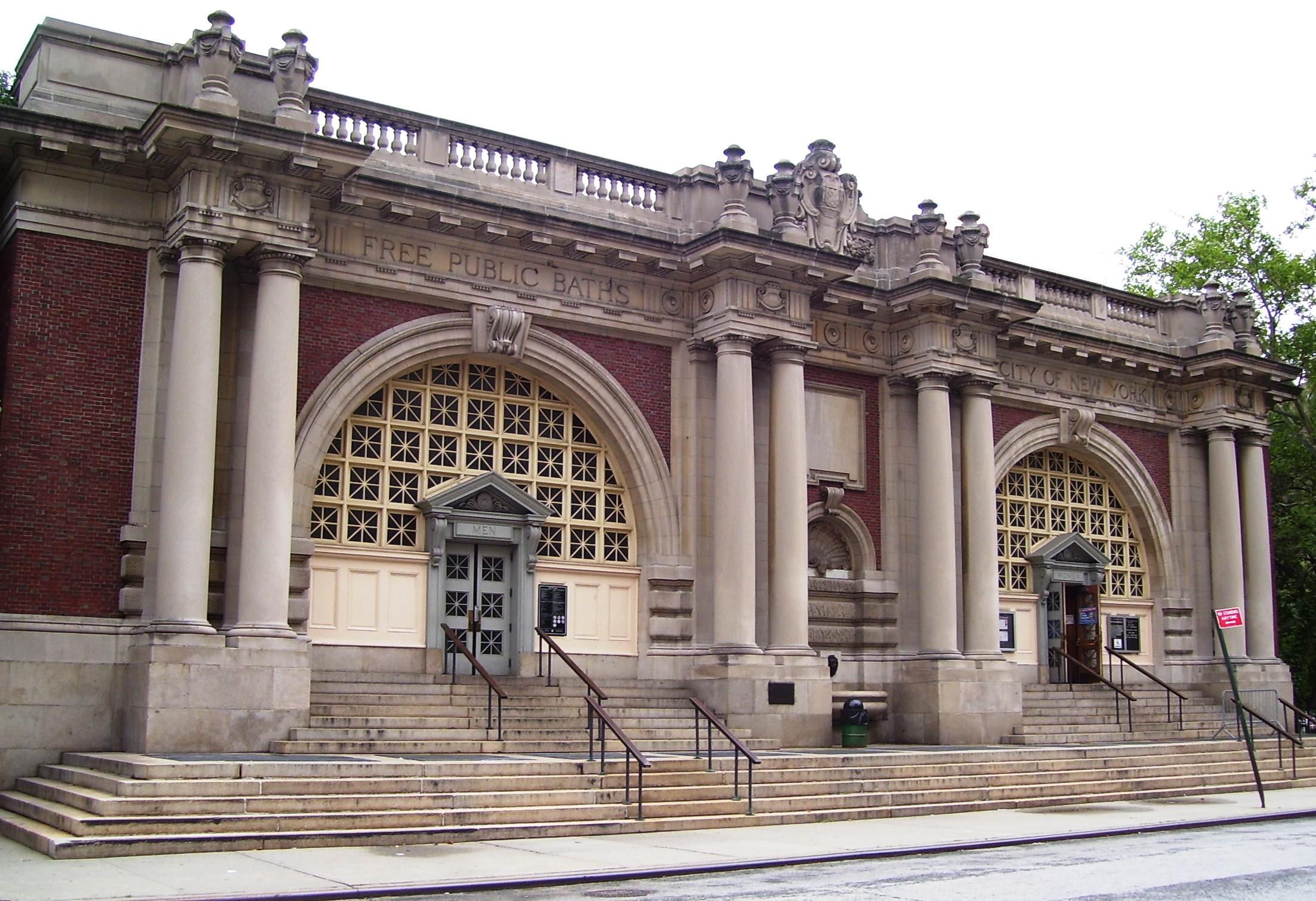